# Marcel Lux
Marcel Lux (ur. 27 lipca 1994 w Preszowie) – słowacki siatkarz, grający na pozycji przyjmującego, reprezentant Słowacji. 

## Sukcesy klubowe
Mistrzostwo Słowacji:
- 2015[3]
- 2016
- 2017, 2018

Puchar Słowacji:
- 2016, 2017[4]

Mistrzostwo Czech:
- 2021

Puchar Czech:
- 2023[5]